# Comet (Wagen)
Als Comet-Wagen wird eine Serie von Reisezugwagen für die US-amerikanische Nahverkehrsgesellschaft New Jersey Transit bezeichnet, die auch bei anderen nordamerikanischen Vorort- und Pendlerbahnen zum Einsatz kommen. Sie waren Ende der 1960er Jahre durch Pullman-Standard (der 1867 von George Mortimer Pullman gegründeten Gesellschaft) als moderne Nahverkehrswagen ursprünglich für die Erie Lackawanna Railroad entwickelt worden.

## Die Serie

### Comet I

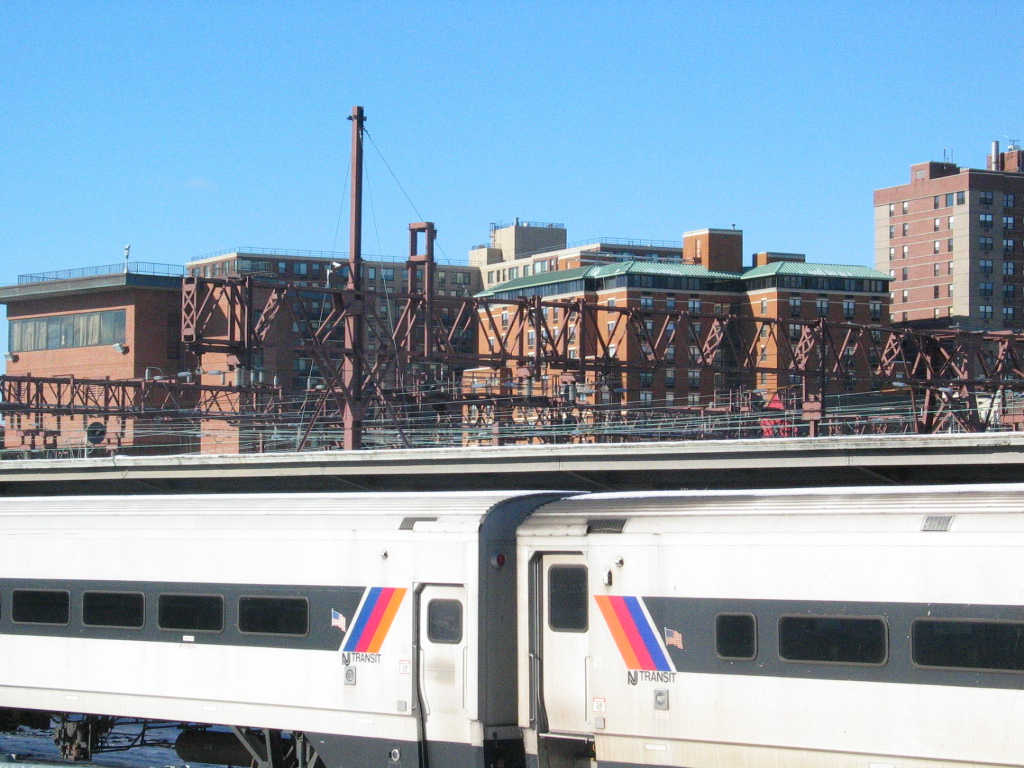
Comet-I-Wagen der NJ Transit, links mit niedriger, rechts mit hoher Tür

Die ersten Comet wurden 1970 für die Erie-Lackawanna Railroad (EL) gebaut. Besteller war das Verkehrsministerium des Bundesstaates New Jersey. Die Wagen wurden schließlich für zahlreiche andere Bahnverwaltungen sowie Amtrak hergestellt. Die Comet-Reihe wurde später durch Bombardier (Comet II, III, IV, VI) und Alstom (Comet V) produziert, weil Pullman den Waggonbau aufgeben hatte. Die Cometwagen der EL waren die ersten dieser Reihe und kamen vor deren Dieselzügen zum Einsatz. Diese modernen Wagen besaßen automatische Einstiegstüren, die so konstruiert waren, dass damit bequem von niedrigen Bahnsteigen eingestiegen werden konnte (kurze Tür).
Grundlage ihrer Konstruktion waren die ab 1968 an die Penn Central-Railroad gelieferten Triebwagenzüge des Typs Arrow!, mit denen diese aus Aluminium gefertigten Wagen konstruktiv verwandt waren. Im Gegensatz zu diesen besaßen die ersten Cometwagen weder Mitteltüren noch gesickte Außenwände. Die Fenster waren auch nicht so stark gerundet wie bei den Triebwagen.
1987 wurde diese Comet-I-Flotte von Bombardier modernisiert. Dabei wurden neue hohe Türen für Hochbahnsteige eingebaut sowie ein behindertengerechter Zugang geschaffen. Die Fahrzeuge, die niedrigere Türen behalten hatten, wurden bis 2005 ausgemustert. Fünf Wagen wurden an die MBTA in Boston verkauft. Weitere Wagen sollen künftig in Utah eingesetzt werden.

#### Comet IA
Diese Wagen wurden von der Budd Company gebaut und waren ebenfalls von den neuen Arrow-III-Triebwagen der New Jersey Transit abgeleitet worden. Ihnen fehlte aber die Mitteltür und sie hatten glatte Außenwände. Sie waren für den Einsatz auf der Port-Jervis-Linie vorgesehen, wo sie bis 2005 verkehrten.

#### Comet IB
Diese Wagenserie wurde direkt aus 30 Arrow-I-Triebwagen von Bombardier in Kanada 1987–1989 für den Einsatz auf der Raritan-Valley-Linie gemeinsam mit Comet II und IIB-Wagen umgebaut. Später kamen sie im gesamten Netz der New Jersey Transit zum Einsatz. 2007 verkehrten diese Wagentypen ausschließlich auf den vom Bahnhof Hoboken abgehenden Linien.

### Comet-II-Serie

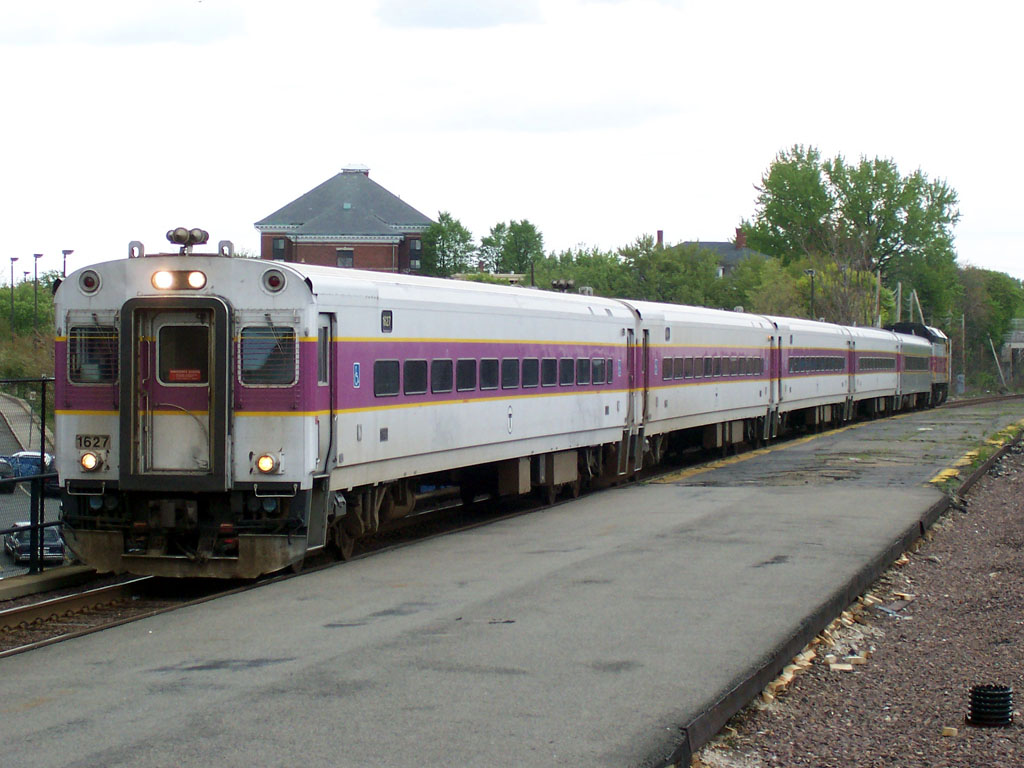
Comet-Wagen der Bostoner MBTA

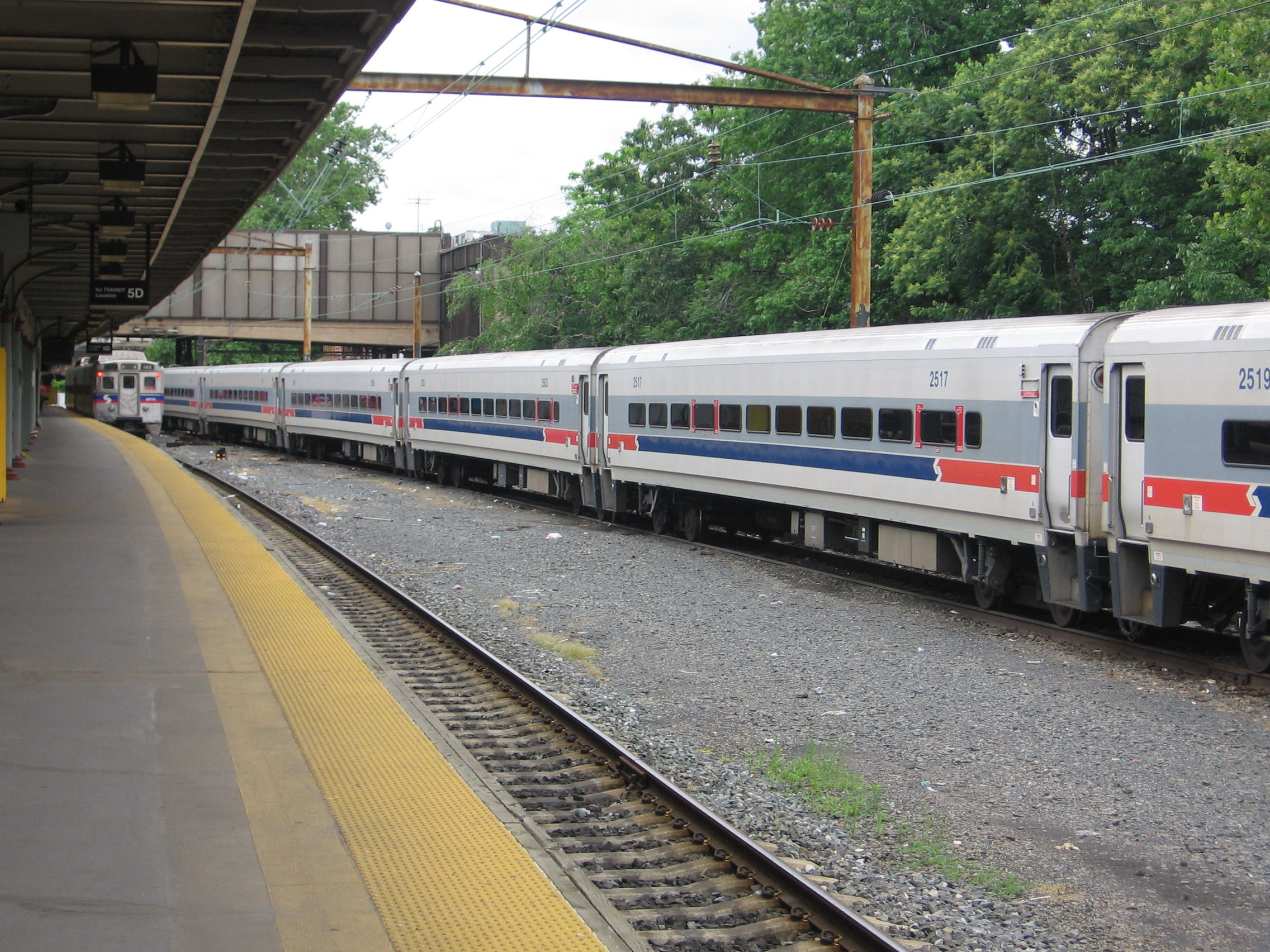
Comet-Wagen der SEPTA in Philadelphia

Die meisten Fahrzeuge dieser Serie wurden zuerst 1978/79 von Pullman für die MBTA als Reihen BTC-1 und CTC-1 (mit Führerstand) gebaut. Ab 1982 kauften auch NJ Transit und die Metro-North Railroad (dort als Shoreliner I bezeichnet) diese Fahrzeuge, um alte und vollständig verschlissene Wagen zu ersetzen. Diese Wagen besaßen von Beginn an Türen für Hochbahnsteige der Stationen im Northeast Corridor und der Metro North. Damit wurde ein schnellerer Fahrgastwechsel erreicht, da das Besteigen amerikanischer Wagen vom Schienenniveau oder niedrigen Bahnsteigen sehr beschwerlich ist.
Die Comet-II-Wagen kommen auch auf der New-Haven-Linie New York–New Haven zum Einsatz, die von Metro North im Auftrag des Staates Connecticut betrieben wird. Während die Wagen der Metro North ein blaues Fensterband besitzen, wurde hier das ehemalige Farbschema der New Haven mit rotem Fensterband übernommen.
Auch die Agence metropolitaine du transport in Montreal beschaffte diesen Wagentyp. Weitere Wagen wurden später durch MBTA und NJT zwischen 1987 und 1990 erworben, einschließlich des einzigen Comet-II-Wagen mit erster Klasse (Clubcar). Auch SEPTA, die den Nahverkehr im Großraum Philadelphia besorgen, stellten 1986 diese Fahrzeuge in Dienst.
Die Montrealer Wagen werden nur an Niedrigbahnsteigen benutzt und haben daher die kurze Tür der ersten EL-Serie erhalten.

#### Comet II (Rebuilt)

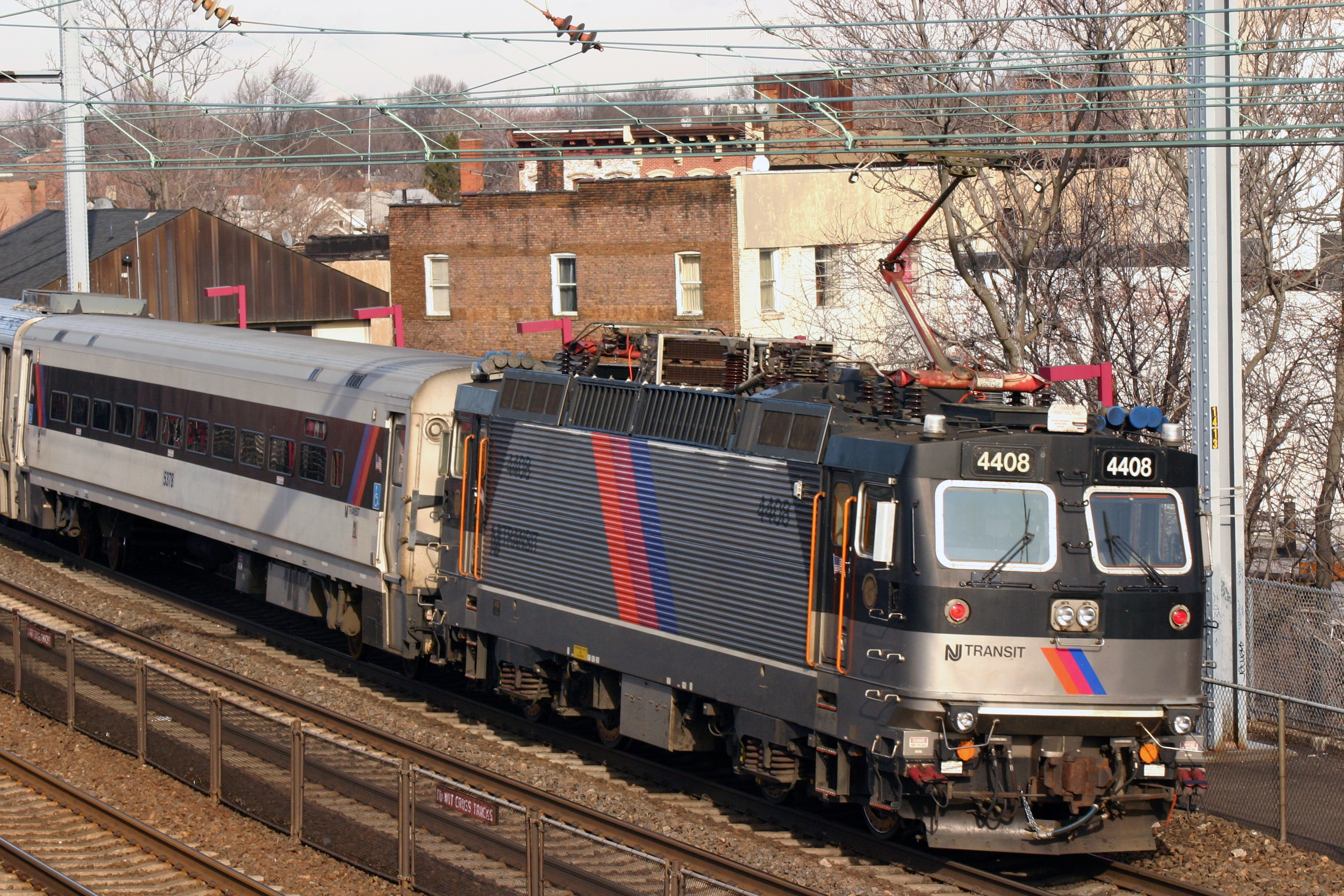
Zug mit Comet-II-Rebuilt-Wagen der NJ Transit

Zwischen 1999 und 2002 begann NJ, die Comet-II- und Comet-IIB-Wagen bei Alstom einer Modernisierung zu unterziehen. Sie erhielten dabei die Inneneinrichtung und andere Details der Comet-IV-Wagen, von denen diese sich nur noch durch eine fehlende Mitteltür unterscheiden. Wie die Comet-IV-Wagen sind diese mit pneumatischen Bremsen einschließlich Scheibenbremsen, moderner Elektronik einschließlich der Richtungsschilder ausgestattet. Die Steuerwagen der Comet-I-Serie wurden zu normalen Zwischenwagen umgebaut. Dies erfolgte als Auswertung eines Unfalls im Bahnhof Secaucus, worauf alle Steuerwagen der NJ Transit unter anderem verstärkte Rammleisten erhielten.

### Comet III-Serie

#### NJ Transit Wagen

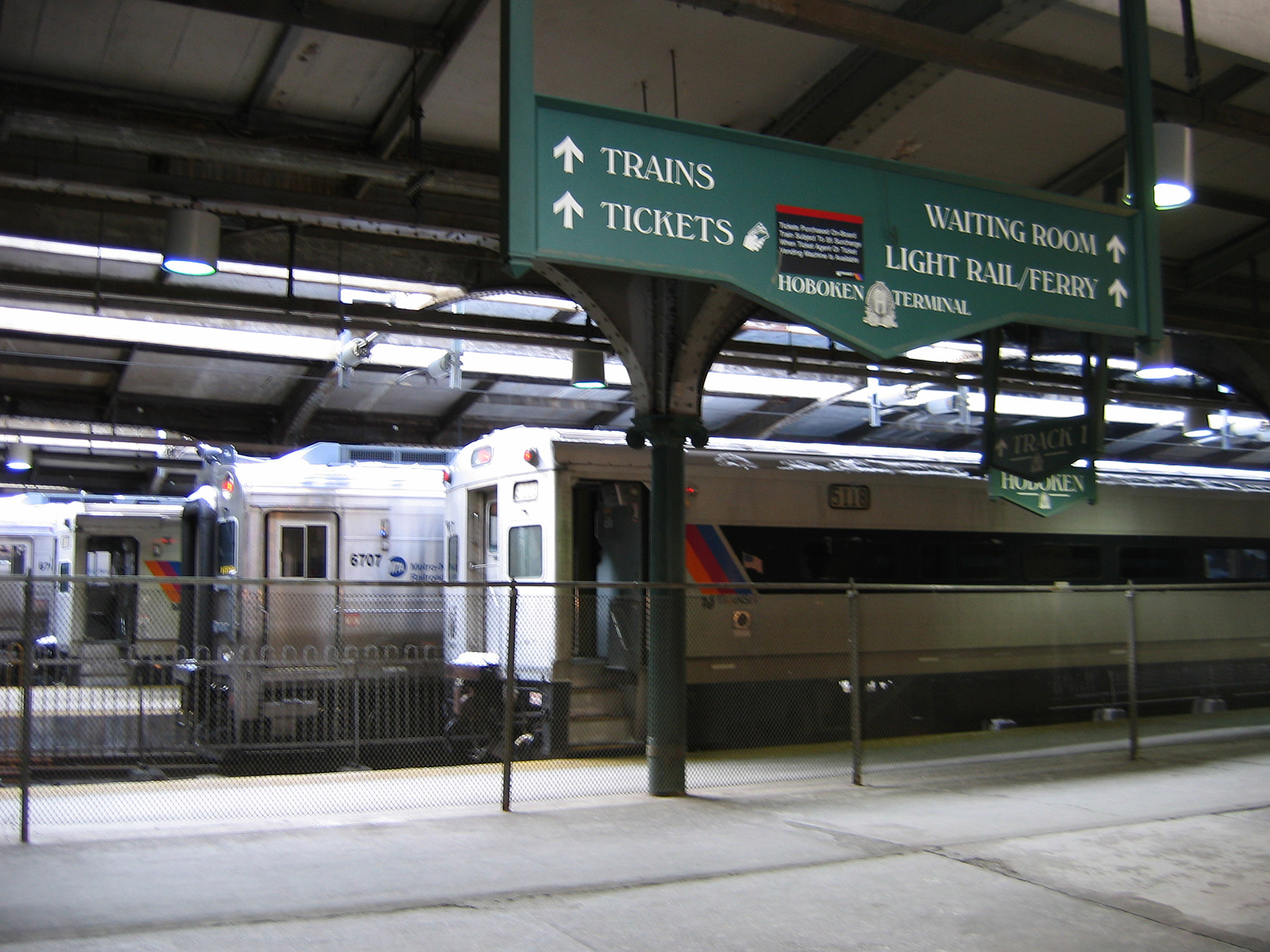
Ein Comet-V-Wagen hinten und ein Comet-II-Wagen im Vordergrund im Bahnhof Hoboken/New Jersey

Die Comet-III-Serie wurde ab 1990 gebaut. Diese waren die ersten Wagen der Comet-Serie, die auch eine doppelflügelige Mitteltür wie die Arrow-Triebwagen besitzen. Der Einbau geht auf Wünschen von Fahrgästen zurück. Diese Innovation bedeutete, dass an Hochbahnsteigen der Fahrgastwechsel schneller vonstattenging. An niedrigen Bahnsteigen kann diese Tür indes nicht genutzt werden, da keine Aufstiege an diesen vorhanden sind.
Die Comet-III-Wagen verfügen weder über automatisierte Stationsansagen noch Zielhinweise in den Fahrgasträumen. Die Comet-III-Steuerwagen sind so gebaut worden, dass sie bei neuen strengeren Vorschriften der Aufsichtsbehörde in normale Zwischenwagen umgebaut werden können.

#### Metro-North-Wagen (Shoreliner II)
Die Metro-North-Wagen (bekannt als „Shoreliner II“) entsprechen den Mustern der NJ Transit Comet-III-Wagen und wurden als 6300 eingereiht. Sie kommen aber nicht auf den West-of-Hudson-Linien zum Einsatz, die von Metro North im Auftrag der NJ Transit betriebenen Linien in New Jersey (Hudson Bergen-Linie, Pascack Valley-Linie), die ihre Endpunkte aber im Staat New York haben. Im Gegensatz zur üblichen Metro-North-Praxis haben die Wagen mit geraden Wagennummern keine Toiletten, sondern nur die mit ungerader Wagennummer. Diese Serie brach auch mit der Metro-North-Tradition, dass nur Steuerwagen ungerade Wagennummern haben. Auch bei den Shorelinern ist das Aussteigen durch die Mitteltür nur an hohen Bahnhofsplattformen möglich.

### Comet IV
1996 stießen zwei NJ-Transit-Pendlerzüge in Secaucus in New Jersey zusammen. Die vordere Seite des Führerstandes eines der Züge war regelrecht abgeschert worden, beide Lokführer sowie ein Fahrgast fanden den Tod. Nach einer Untersuchung wurde festgestellt, dass die Stirnfront der Comet-II-Wagen nicht genügend Aufprallschutz bot. Die Comet-IV-Serie basierte auf den Comet-III-Wagen, mit der größten Änderung, dass die jeweils rechte Tür der Fahrerkabine den Lokführer im Falle eines Zusammenstoßes nicht mehr erschlagen kann, indem sie schlicht weggelassen wurde. Von diesem Wagentyp beschafften auch Metro-North (Shoreliner II) und das ConnDOT (Verkehrsministerium von Connecticut) mehrere Exemplare sowohl als Zwischenwagen als auch als Steuerwagen. Nur SEPTA kaufte reine Zwischenwagen dieses Typs.

### Comet V

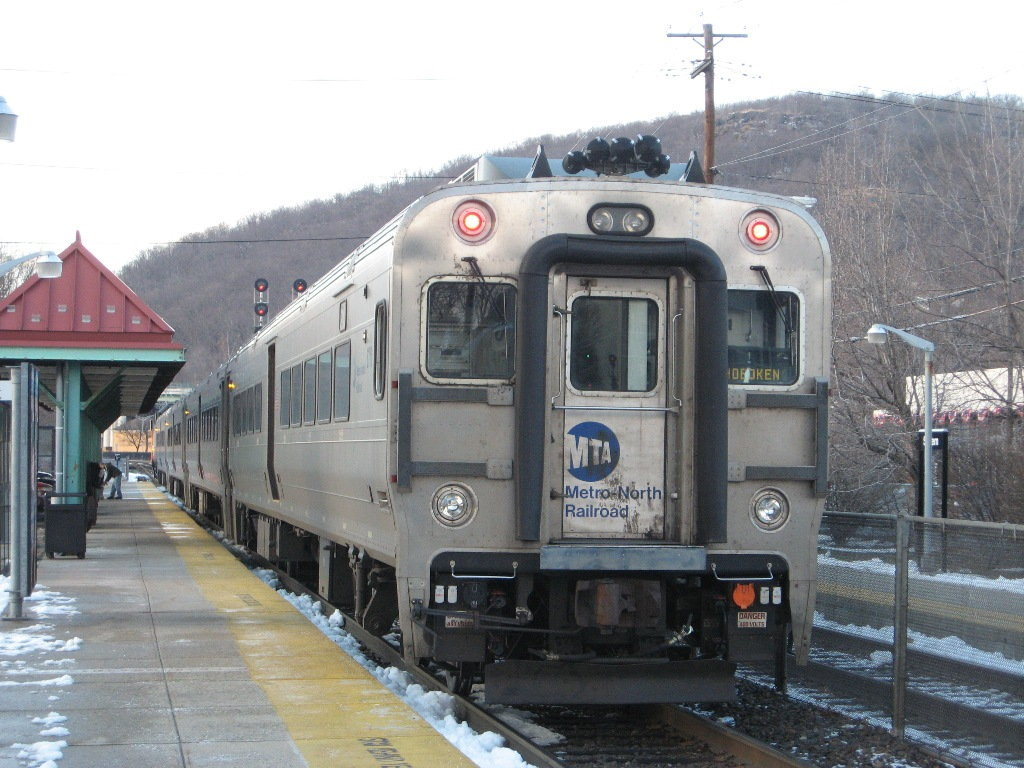
Ein Comet-V-Cabcar-Wagen der Metro-North

Diese Wagen wurden ab 2000 durch NJ Transit und Metro-North von Alstom mit der Absicht beschafft, ältere Wagen der Serien Comet I, IA und IB zu ersetzen.
Diese Wagen haben ein markantes anderes externes Aussehen als die älteren von Pullman-Standard und Bombardier produzierten Wagen. Vornehmlich fallen ihre größeren Fenster, ihre glänzend gebürsteten äußeren Flächen aus rostfreiem Stahl und das Fehlen des für NJ Transit typischen schwarzen Fensterbandes auf.
Die hüftschwungartige Außenwand gleicht denen der neuen S-Bahntriebzüge der Baureihe M 7 von Metro-North und der Long Island Railroad als auch den der 2000er Stadtbahnwagen in Hannover.
Die Produkteinführung der Comet-V-Wagen war ziemlich steinig. Türprobleme (Öffnen und Schließen erfolgten zu langsam) und eine Handvoll anderer Probleme wie die Bremsanlage, erforderten teure Garantiereparaturen durch Alstom, um diese Probleme zu beheben.
Bis heute sind durch die Comet-V-Wagen aber nur die IA-Typen und Comet II „Shoreliners“ der Metro-North auf deren Linien in New Jersey ersetzt worden. Die Metro-North-Wagen fahren aber weiter auf den Linien östlich des Hudson Rivers. Alle anderen Comet-I-Wagen mit hoher Tür und IB-Wagen bleiben aber im Bestand beider Unternehmen.

### Comet VI / MultiLevel

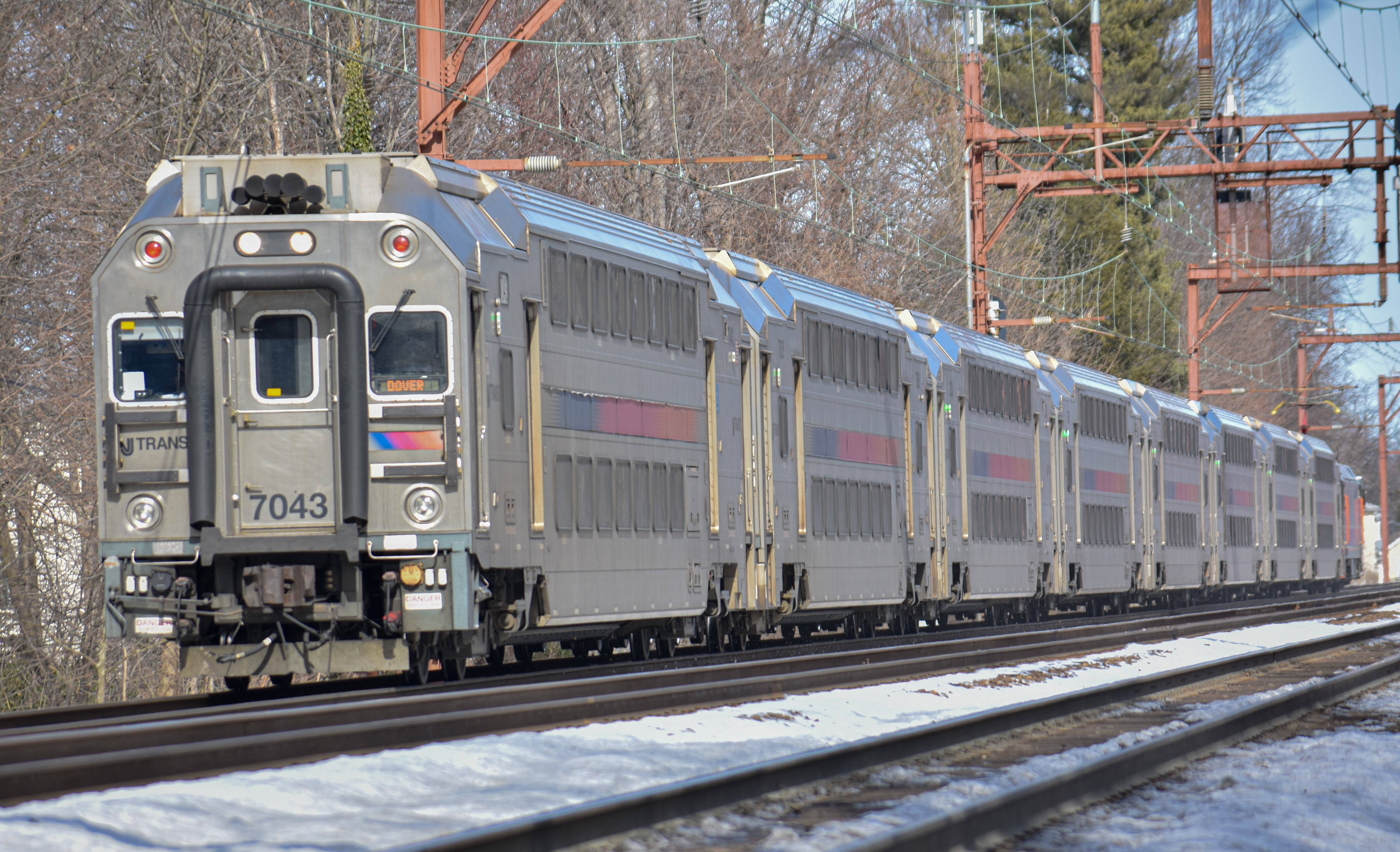
MultiLevel-Doppelstockwagen

Für NJ Transit entwarf Bombardier Doppelstockwagen des Typs MultiLevel, die dem kleineren Lichtraumprofil der Tunnel, etwa nach Manhattan, entsprechen. Ansonsten beruhen diese Wagen konstruktiv auf ähnliche Fahrzeuge der MBTA von 1991 und der Long Island Railroad von 1990. Der Auftrag umfasste 15 Steuerwagen (139 Sitze), 37 mit Toilette ausgerüstete Zwischenwagen (141 Sitze) und 46 Wagen ohne.
Diese Wagen besitzen Türen sowohl für hohe als auch niedrige Bahnsteige. Außerdem wurde die übliche 2+3-Sitzanordnung in Triebzügen und Einstockwagen durch eine 2+2-Anordnung ersetzt, weil bei den Dreierbänken der mittlere Sitz ohnehin meistens frei blieb. Dafür wurde Wert auf breite Zwischengänge und damit für Rollstuhlfahrer besser aufsuchbare Behindertentoiletten gelegt.

## Horizon-Serie der Amtrak

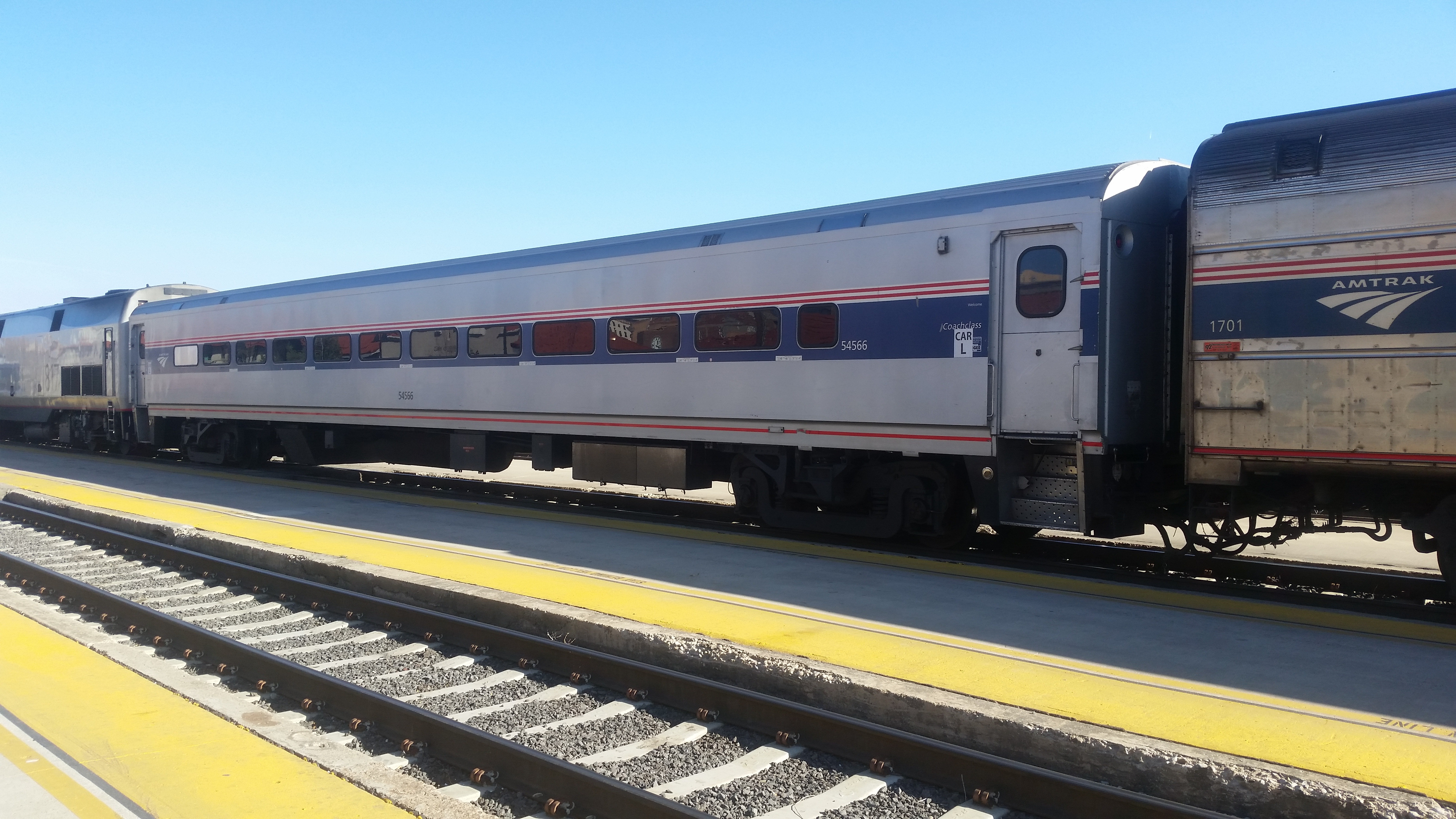
Horizon-Sitzwagen der Amtrak

Die Horizon-Serie ist die von der US-Fernbahngesellschaft Amtrak 1989 beschaffte Wagenflotte, die auf dem Konzept der Comet-Typen beruhen. Sie erhielten aber für den Einsatz in Fernverkehrs- und Intercityzügen eine andere Inneneinrichtung. Gebaut wurden 86 normale Sitzwagen und 18 Dinette-Bistrowagen. Überwiegend kommen sie heute in den Zügen im Mittleren Westen rund um Chicago zum Einsatz. Zu Beginn der 90er Jahre bedienten sie aber auch den neugeschaffenen Capitol-Korridor-Service der Amtrak, San José–Oakland–Sacramento, in Kalifornien. Einer der weiteren Unterschiede zwischen Horizon-Wagen und Comet-Wagen sind die Außenrahmen der Drehgestelle bei den Amtrak-Fahrzeugen. Weitere Unterschiede bestehen wegen der automatischen Endtüren der Cometwagen und den manuell zu bedienenden der Horizon-Einheiten sowie der automatische Wagenübergangstür bei den Amtrak-Wagen.